# Jewels of the Oracle
Jewels of the Oracle est un jeu vidéo de réflexion développé par ELOI Productions et édité par Discis Knowledge Research Inc., sorti en 1995 sur Windows, Mac, Saturn et PlayStation.

## Accueil
- PC Team : 87 %[1]